# Derechos
Derechos, en plural, es lo que se concede o reconoce a un sujeto de derecho (independientemente de que haya sido exonerado o no por él); a diferencia de derecho, en singular, que puede referirse a la ciencia jurídica, al ordenamiento jurídico o a un sistema jurídico. La justificación del disfrute o ejercicio de los distintos derechos por cada uno de los sujetos que los poseen puede basarse en muy distintas circunstancias: la herencia, la vecindad, la conquista, el trabajo, u otras.
En este sentido, resulta un término difuso por resultar comprehensivo de diversas situaciones o relaciones jurídicas, por el contenido, objeto o sentido de lo reconocido o concedido, el titular o el eventual obligado (sujeto pasivo).
La identificación del concepto de derechos con el de libertades se da en la expresión, muy común, derechos y libertades.

## Distinciones

Algunos derechos reservados. Indicación de una cierta forma de ejercicio del derecho de propiedad intelectual.

Una aproximación puede ser el tipo de sujeto de derecho involucrado, que puede ser un sujeto individual (como el ser humano, la persona física, el ciudadano, nacional o miembro de un Estado, una nación o una sociedad civil, o una persona jurídica como tal), un sujeto colectivo (la nación, los pueblos, los trabajadores o las personas morales), o incluso un sujeto no humano (como diferentes especies de animales o la totalidad de la naturaleza). A partir de lo anterior, se suelen distinguir distintas categorías de derechos, tales como: los derechos subjetivos, los derechos permanentes y personalísimos, los derechos individuales (individual rights), los derechos fundamentales o derechos humanos, el derecho a la autodeterminación de los pueblos, los derechos de los trabajadores, los denominados derechos de los animales, y los derechos de la naturaleza, entre otros.
Sin embargo, una primera distinción que necesariamente debe realizarse es la esfera en el cual se encuentra situado el sujeto de derecho: relaciones entre particulares o personas privadas (derecho privado) o relaciones o actividades dentro del ámbito político o público (derecho público).
En la primera esfera, en general, los derechos se circunscriben a la noción de "facultad de exigir una prestación, actuar o no hacerlo", derivada inmediatamente de una norma legal (como los derechos del dueño de una cosa) o de un hecho o negocio jurídico, (como en los derechos personales nacidos de un contrato), construida sobre la idea de derechos subjetivos.
En la esfera pública o política, en general, se alude a la idea que al individuo le corresponden ciertos derechos por el hecho de ser tal, dentro o respecto de la organización política (ciudad, Estado), de allí surgen los conceptos filosóficos de derechos humanos, derechos del hombre o derechos morales (moral rights) y los propiamente jurídicos derechos constitucionales, derechos fundamentales, libertades públicas o derechos subjetivos públicos. Dentro de la terminología habitual referida a los derechos humanos o individuales, se suele distinguir entre derechos civiles y políticos y sociales, económicos y culturales.
Por otro lado, dependiendo de la concepción jurídica, sobre el origen del derecho y el poder político (iusnaturalismo, contractualismo, iuspositivismo), pueden o no existir derechos naturales.

## Antecedentes

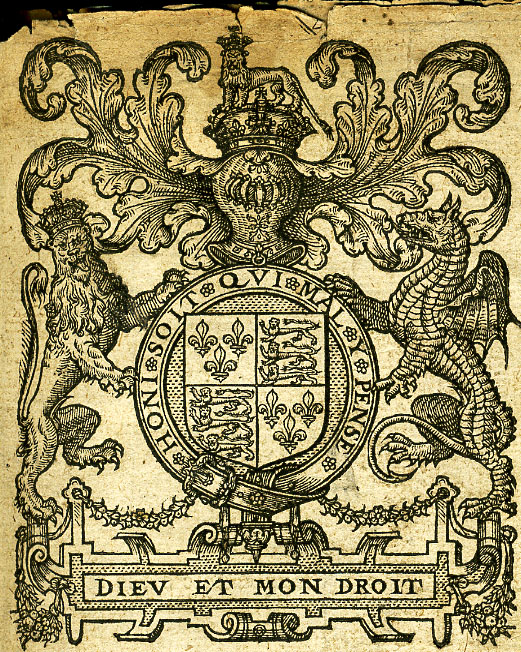
Dios y mi derecho, proclama el escudo de los reyes de Inglaterra.

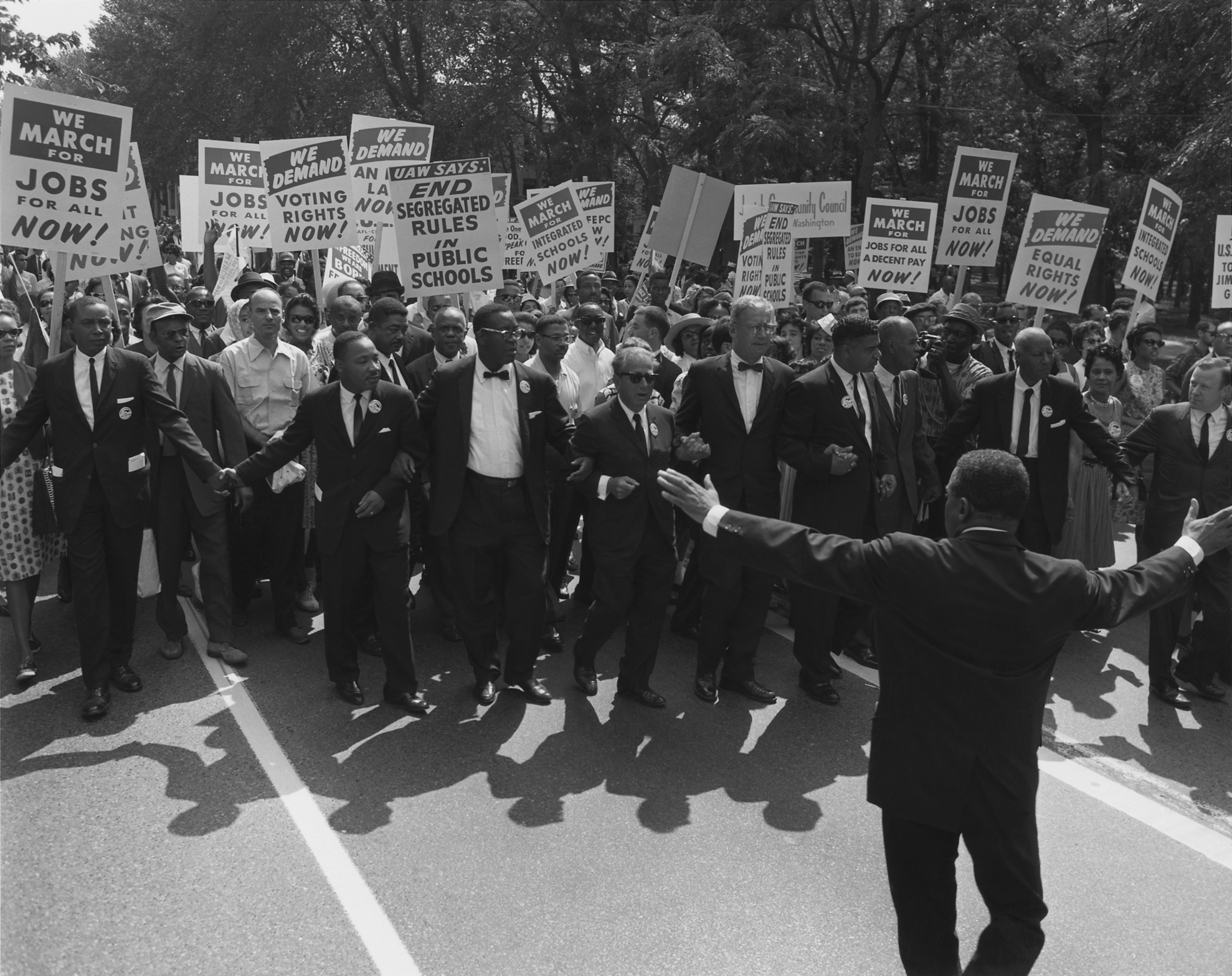
Marcha sobre Washington por el trabajo y la libertad de 1963. Los carteles demandan: derechos de voto, iguales derechos, fin de las reglas de segregación en escuelas públicas, trabajo para todos y un salario decente. En la cabecera va Martin Luther King.

En la antigua Grecia no existía una noción de derechos del individuo, al menos en el sentido moderno, pues los conceptos de derechos y libertades se diluían en la polis y solo eran de algunos (los ciudadanos). En la antigua Roma sucedió algo similar, pues su organización se basaba en la distinción entre potestad pública y la potestad de pater familias, de modo tal que los individuos solo tenían los derechos que les correspondían de acuerdo a su ubicación en ese esquema.
El orden feudal y los primeros tiempos del Estado moderno se basa en una desigualdad institucionalizada, así los derechos de los individuos dependían de su posición en aquel orden (pertenencia a alguna categoría social o estamento). Por ello, en el Antiguo Régimen, de utilizarse el concepto de derechos, se hacía en el sentido de fueros o privilegios, es decir, de derechos no universales (derechos universales), sino particulares (particularismo), restringidos a un grupo (una familia, un estamento, una ciudad o una región), como por ejemplo el derecho de pernada y todo tipo de derechos feudales. Esta forma de entenderlos, hacía equivaler derecho a renta, como era el caso de los beneficios eclesiásticos, y a derecho exclusivo, como era el caso de los monopolios (tanto de los señores feudales como de las compañías privilegiadas o de las patentes para libros o invenciones —derechos de autor—).
El cobro de derechos sigue siendo la expresión común para designar a todo tipo de impuestos, tasas y exacciones. De modo parecido, la servidumbre de unos sigue siendo el derecho de otros, como explícitamente se recoge en la denominación de las servidumbres o derechos de paso.
Una de la expresiones más antiguas que recoge la noción general de "derechos" (en oposición a "derecho") es la de derecho subjetivo. Ésta se habría originado en el pensamiento de los canonistas del siglo XI, o en el pensamiento de Guillermo de Ockham, y posteriormente habría sido desarrollado por diversas Escuelas; en todas ellas, se aprecia el paso continuo desde la definición de ius como "potestad de la cual nadie puede ser privado en contra de su voluntad sin culpa suya a no ser que medie una causa racional" (Ockham) a la de "poder de la voluntad". Ihering los entendía como "intereses jurídicamente protegidos". En el ámbito del derecho privado, la noción de derecho subjetivo ha sido ampliamente desarrollada, pero también ha sido introducida en el derecho público, a través de los llamados "derechos subjetivos públicos" o "derechos públicos subjetivos" de Jellinek.
El concepto de derechos como libertades reconocidas o conquistadas y oponible al soberano como "cartas de triunfo" o "derechos de defensa" es propio de la Edad Contemporánea, a partir de la Revolución liberal, estableciéndose un catálogo de '"derechos y libertades" con reconocimiento constitucional (los derechos constitucionales o fundamentales), como la libertad religiosa, la libertad de expresión, la libertad económica, el derecho a la propiedad, el derecho de reunión, el derecho de asociación, el derecho al honor, el derecho a la inviolabilidad del domicilio, el derecho a la inviolabilidad corporal o integridad física (incluyendo el derecho a la vida, la proscripción de la tortura y de los tratos inhumanos o degradantes), entre otros. Todos ellos son propios de las declaraciones de derechos desde el Bill of Rights inglés de 1689 (Constitución de los Estados Unidos de 1787 —especialmente las enmiendas posteriores—, Declaración de los Derechos del Hombre y del Ciudadano francesa de 1789, Constitución española de 1812, entre otras).
A partir del siglo XX, los derechos sociales o derechos de segunda generación se incluyeron en las constituciones (Constitución Mexicana de 1917, Constitución de la Unión Soviética —desde la rusa de 1918—, Constitución de Weimar —Alemania, 1919—, Constitución española de 1931), como el derecho a la huelga, el derecho a la educación, el derecho al trabajo, el derecho a la vivienda. A finales del siglo XX se reivindicaron derechos difusos o derechos de tercera generación, como los medioambientales (como consecuencia del movimiento ecologista). También aparecido una cuarta generación y quinta generación, de aún escaso desarrollo conceptual (en éstas se suelen integrar los derechos de los animales.
La lectura de derechos o advertencia de los derechos que tiene un detenido es uno de los requisitos que existen en algunas legislaciones para que una detención sea válida jurídicamente, y ha pasado a ser un tópico de las películas policíacas (tiene derecho a guardar silencio, cualquier cosa que diga podrá ser utilizada en su contra; tiene derecho a ser asistido por un abogado, si no puede costearlo se le asignará uno de oficio; tiene derecho a una llamada telefónica...) En general, el derecho a ser conducido ante un juez independiente que determine la legitimidad de la detención (habeas corpus), a conocer cuál es la acusación y quién la formula, a la presunción de inocencia, a la defensa jurídica, a no ser obligado a declarar en su contra, y a que la carga de la prueba corresponda a la acusación y no a la defensa (lo contrario se denomina prueba diabólica), entre otros, están recogidos en todas las legislaciones de los Estados que garantizan derechos al individuo (Estado de derecho).

## Tipos de derechos

### Naturales frente a legales

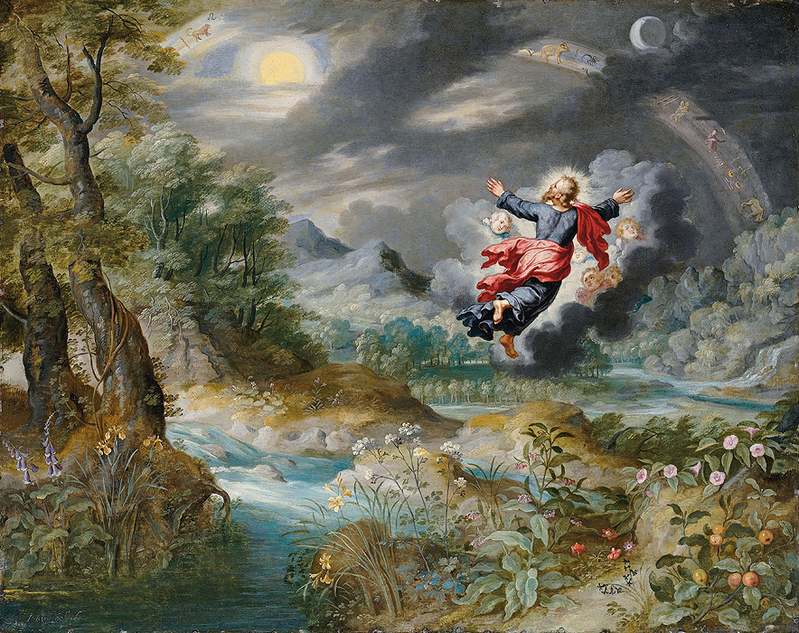
Según algunas opiniones, ciertos derechos derivan de deidades o naturaleza.

- Derechos naturales son derechos que son «naturales» en el sentido de «no artificiales, no hechos por el hombre», como en los derechos que derivan de la naturaleza humana o de la edictos de un dios. Son universales, es decir, se aplican a todas las personas y no derivan de las leyes de ninguna sociedad específica. Existen necesariamente, son inherentes a cada individuo y no se pueden eliminar. Por ejemplo, se ha afirmado que los seres humanos tienen un «derecho natural a la vida». A veces se denominan derechos morales o derechos inalienables.
- Por el contrario, los derechos legales se basan en las costumbres, leyes, estatutos o acciones del poder legislativo de una sociedad. Un ejemplo de derecho legal es el derecho al voto de los ciudadanos. La ciudadanía, en sí misma, se considera a menudo la base para tener derechos legales, y se ha definido como el «derecho a tener derechos». Los derechos legales se denominan a veces derechos civiles o derechos estatutarios y son cultural y políticamente relativos, ya que dependen de un contexto social específico para tener significado.

Algunos pensadores ven los derechos en un solo sentido, mientras que otros aceptan que ambos sentidos tienen cierta validez. A lo largo de la historia ha habido un considerable debate filosófico sobre estos sentidos. Por ejemplo, Jeremy Bentham creía que los derechos legales eran la esencia de los derechos, y negaba la existencia de los derechos naturales, mientras que Tomás de Aquino sostenía que los derechos pretendidos por el derecho positivo pero no fundamentados en el derecho natural no eran propiamente derechos en absoluto, sino sólo una fachada o apariencia de derechos.

### Reclamación frente a libertad
- Un derecho de reclamación es un derecho que implica que otra persona tiene una obligación para con el titular del derecho. Otra persona debe hacer o abstenerse de hacer algo para el titular del derecho, como prestarle un servicio o suministrarle un producto; es decir, tiene un derecho a ese servicio o producto (otro término es cosa en acción).[6] En lógica, esta idea puede expresarse como: «La persona A tiene una pretensión de que la persona B haga algo si y sólo si B tiene un deber para con A de hacer ese algo». Toda pretensión-derecho implica que algún otro titular de obligaciones debe cumplir alguna obligación para que la pretensión quede satisfecha. Este deber puede ser actuar o abstenerse de actuar. Por ejemplo, muchas jurisdicciones reconocen amplios derechos de reclamación a cosas como «la vida, la libertad y la propiedad»; estos derechos imponen a otros la obligación de «no» agredir o restringir a una persona, o utilizar su propiedad, sin el permiso del titular de la reclamación. Del mismo modo, en las jurisdicciones en las que se garantizan los servicios de bienestar social, los ciudadanos tienen derecho a que se les presten dichos servicios.
- Un derecho de libertad o privilegio, por el contrario, es simplemente una libertad o permiso para que el titular del derecho haga algo, y no hay obligaciones para otras partes de hacer o no hacer nada.[6] Esto se puede expresar en lógica como: «La persona A tiene el privilegio de hacer algo si y sólo si A no tiene la obligación de no hacer ese algo». Por ejemplo, si una persona tiene el derecho legal a la libertad de expresión, eso sólo significa que no le está legalmente prohibido hablar libremente: «no» significa que nadie tenga que ayudarla a expresarse, o a escuchar su discurso; o incluso, per se, abstenerse de impedirle hablar, aunque «otros» derechos, como el derecho a no ser agredido, pueden limitar seriamente lo que otros pueden hacer para impedírselo.

Los derechos de libertad y los derechos de reclamación son inversamente proporcionales: una persona tiene un derecho de libertad que le permite hacer algo sólo si no hay otra persona que tenga un derecho de reclamación que se lo prohíba. Del mismo modo, si una persona tiene un derecho de reclamación contra otra, la libertad de esa otra persona está limitada. Por ejemplo, una persona tiene el derecho de libertad a caminar por una acera y puede decidir libremente si lo hace o no, ya que no tiene la obligación de hacerlo ni de abstenerse de hacerlo. Pero los peatones pueden tener la obligación de no caminar por ciertos terrenos, como la propiedad privada de otras personas, sobre la que esas otras personas tienen un derecho de reclamación. Así pues, el derecho de libertad de una persona a caminar se extiende precisamente hasta el punto en que el derecho de reclamación de otra persona limita su libertad.

### Positivo versus negativo
En un sentido, un derecho es un permiso para hacer algo o un derecho a un servicio o trato específico por parte de otros, y estos derechos se han denominado derechos positivos. Sin embargo, en otro sentido, los derechos pueden permitir o exigir la inacción, y se denominan derechos negativos; permiten o exigen no hacer nada. Por ejemplo, en algunos países, como Estados Unidos, los ciudadanos tienen el derecho positivo a votar y tienen el derecho negativo a no votar. En otros países, por ejemplo Australia, sin embargo, los ciudadanos tienen un derecho positivo a votar pero no tienen un derecho negativo a no votar, ya que el votar es obligatorio. En consecuencia:
- Derechos positivos son permisos para hacer cosas, o derechos a que se hagan cosas. Un ejemplo de derecho positivo es el supuesto «derecho al bienestar».
- Los derechos negativos son permisos para no hacer cosas, o derechos a no ser molestado. A menudo la distinción es invocada por libertarios que piensan en un derecho negativo como un derecho a la no interferencia, como el derecho a no ser agredido.[7]

Aunque reciben nombres similares, los derechos positivos y negativos no deben confundirse con los derechos activos (que engloban los privilegios y las facultades) y los derechos pasivos (que engloban las reclamaciones y las inmunidades).